# Brännebro kraftstation

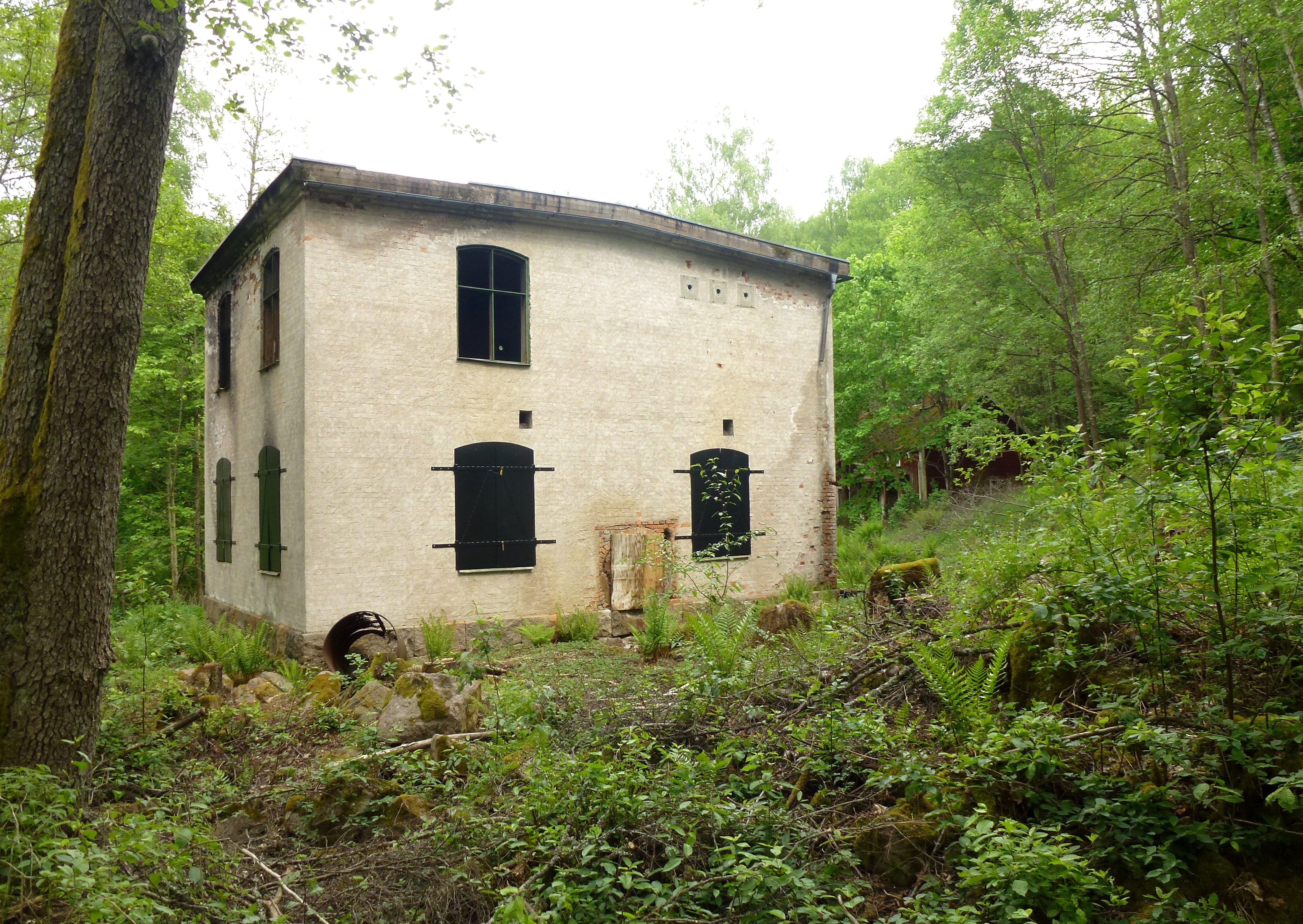
Stationsbyggnaden i maj 2012.

Brännebro kraftstation (eller Gullringens kraftstation) var ett vattenkraftverk vid Vervelån i tätorten Gullringen. Anläggningen togs i drift 1916 och lades ner 1971. Det finns planer på att upprusta anläggningen och börja producera miljövänlig elektricitet.

## Historik

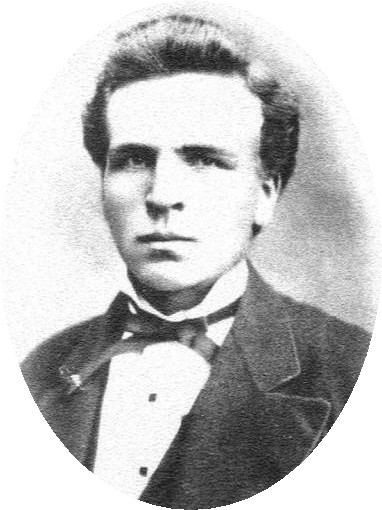
N.P. Danielsson.

Brännebro kraftstation uppfördes 1916 på platsen för en vattenkvarn och en vattensåg som Carl Fredrik Pechlin lät uppföra när han tillträdde godset Ålhult 1755. I området, som kallas Ålhults bruk, pågick omfattande industriverksamhet med bland annat kimröksrökeri, tjärbränneri, linbråka, vadmalsstamp och ett järnbruk.
Bebyggelsen försvann under Vervelåns vatten eller revs när kraftstationens damm anlades 1914-15. Här har Ververlån en fallhöjd på 13 meter. Själva kraftstationen byggdes ungefär 190 meter längre ner i ravinen, där järnbruket tidigare stod. Dit ledde en vattentub av trä vattnet från dammen. Hela fallhöjden blev då 19 meter. Initiativtagare till projektet var direktör Nils Petter Danielsson som 1906 blev ny ägare till Ålhult. Tillsammans med Smålands kraft lät han bygga stationen, som sedermera försåg hela bygden och stora delar av Södra Vi med elström. År 1927 byggdes stationen ut och hade då en effekt på 210 kW. Till kraftstationen hörde även den gamla bruksstugan som blev bostad åt maskinisterna.
År 1971 lades driften ner och hela maskinparken demonterades. Efter trätuben återstår idag bara de skålade betongfundamenten. 2010 beslöt ägaren, Vimmerby kommun, att sälja den gamla kraftstationen med syfte att återuppta drift i anläggningen samtidigt som man visar hänsyn till de höga naturvärdena i området. Samma år förvärvade familjeföretaget Pharmaval AB från Orust den gamla anläggningen för 1,6 miljoner kronor och planerar att producera miljövänlig energi.
Köpet gick sedermera tillbaka och Vimmerby kommun sålde sedan fastigheten till Brännebro Kraft AB år 2017. Våren 2018 presenterades hela projektet med kraftstationen och glashotellet i vattenfallet för de som bor i Gullringen med omnejd, när projektet är klart kommer det bli ett nytt besöksmål för de som besöker Vimmerby och framförallt sätta Gullringen och Brännebro på kartan igen. För mer information se www.brannebro.nu eller www.brannebro.com (engelsk version).

## Bilder

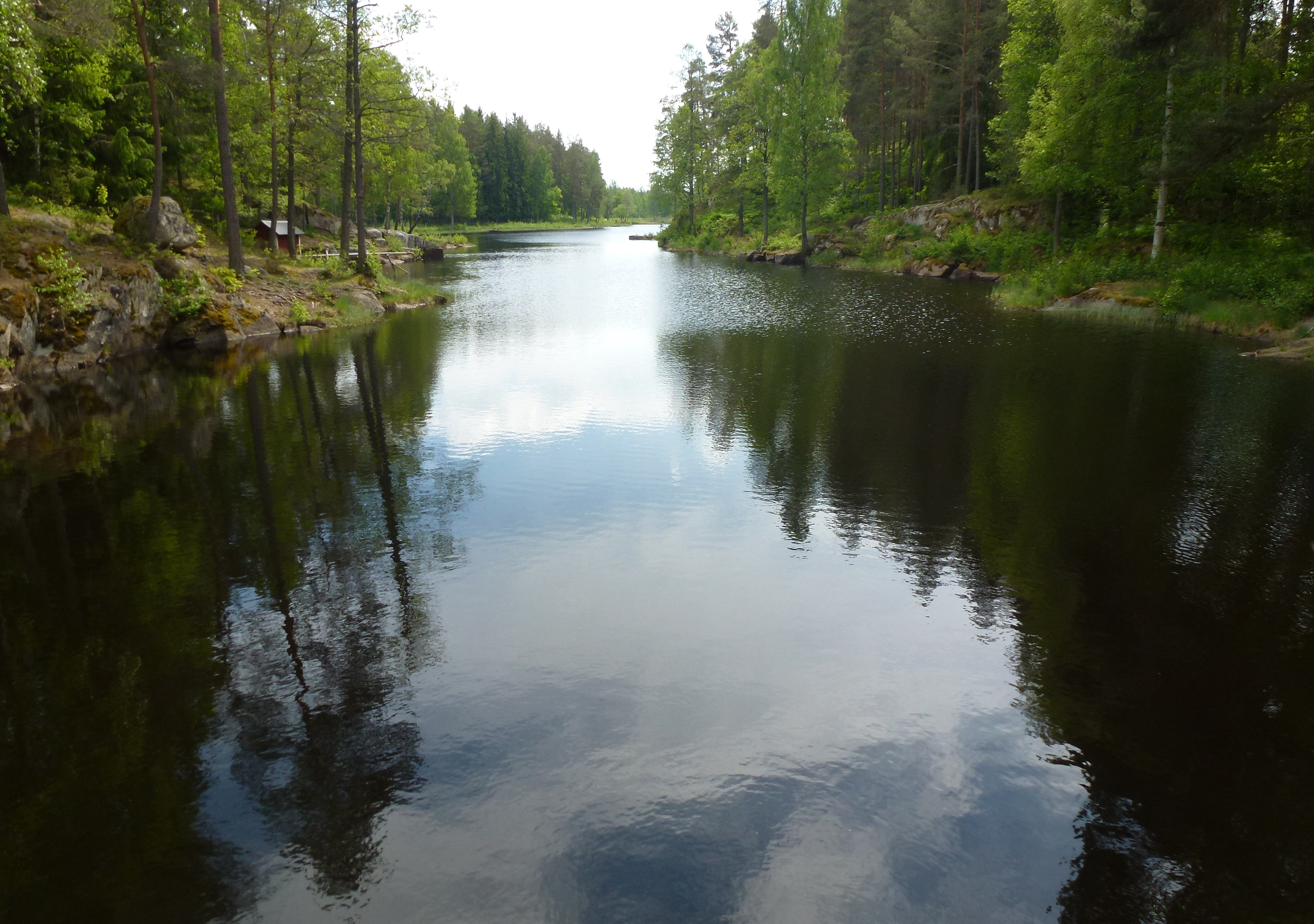
Vervelåns dammsjö
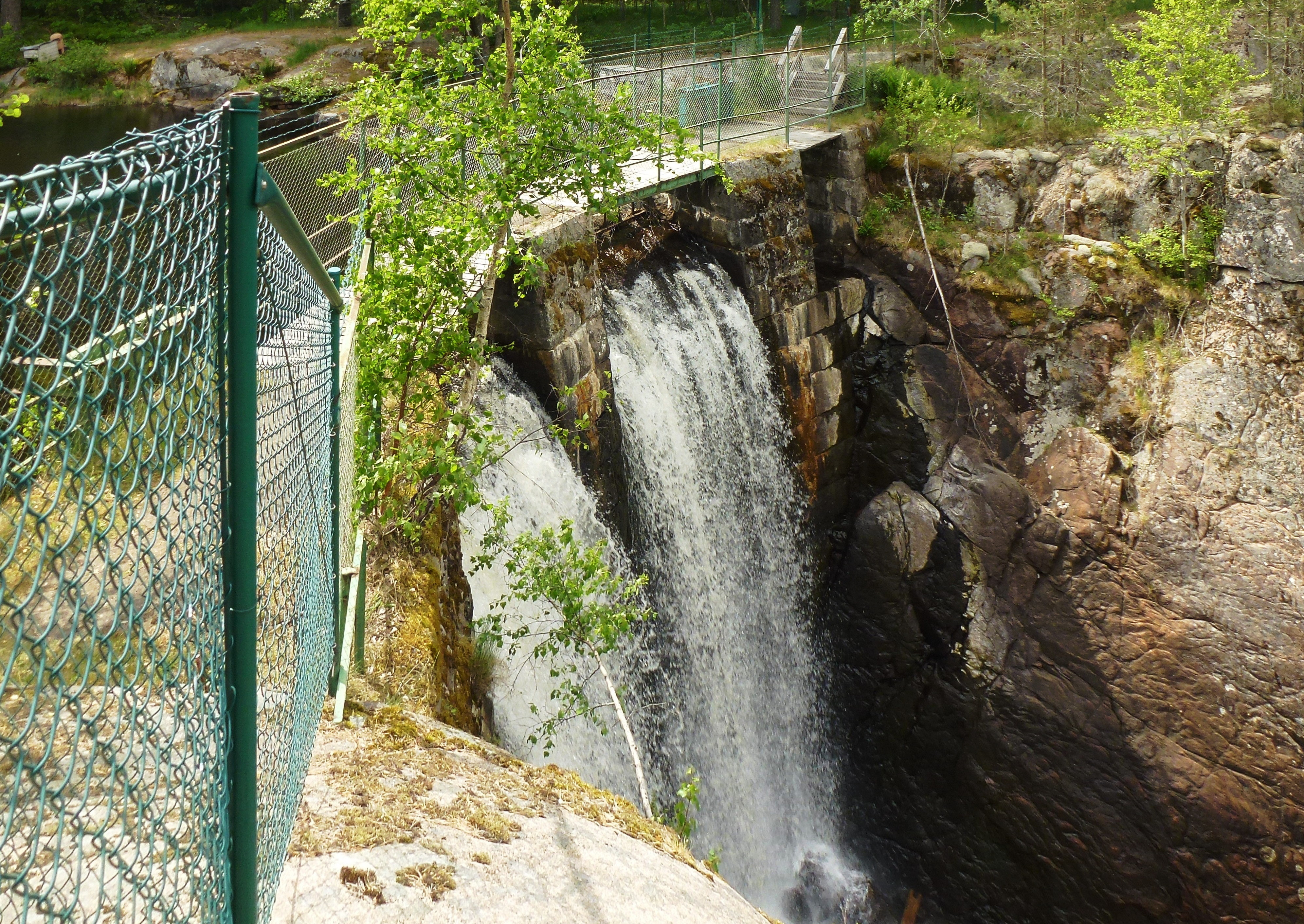
Dammen
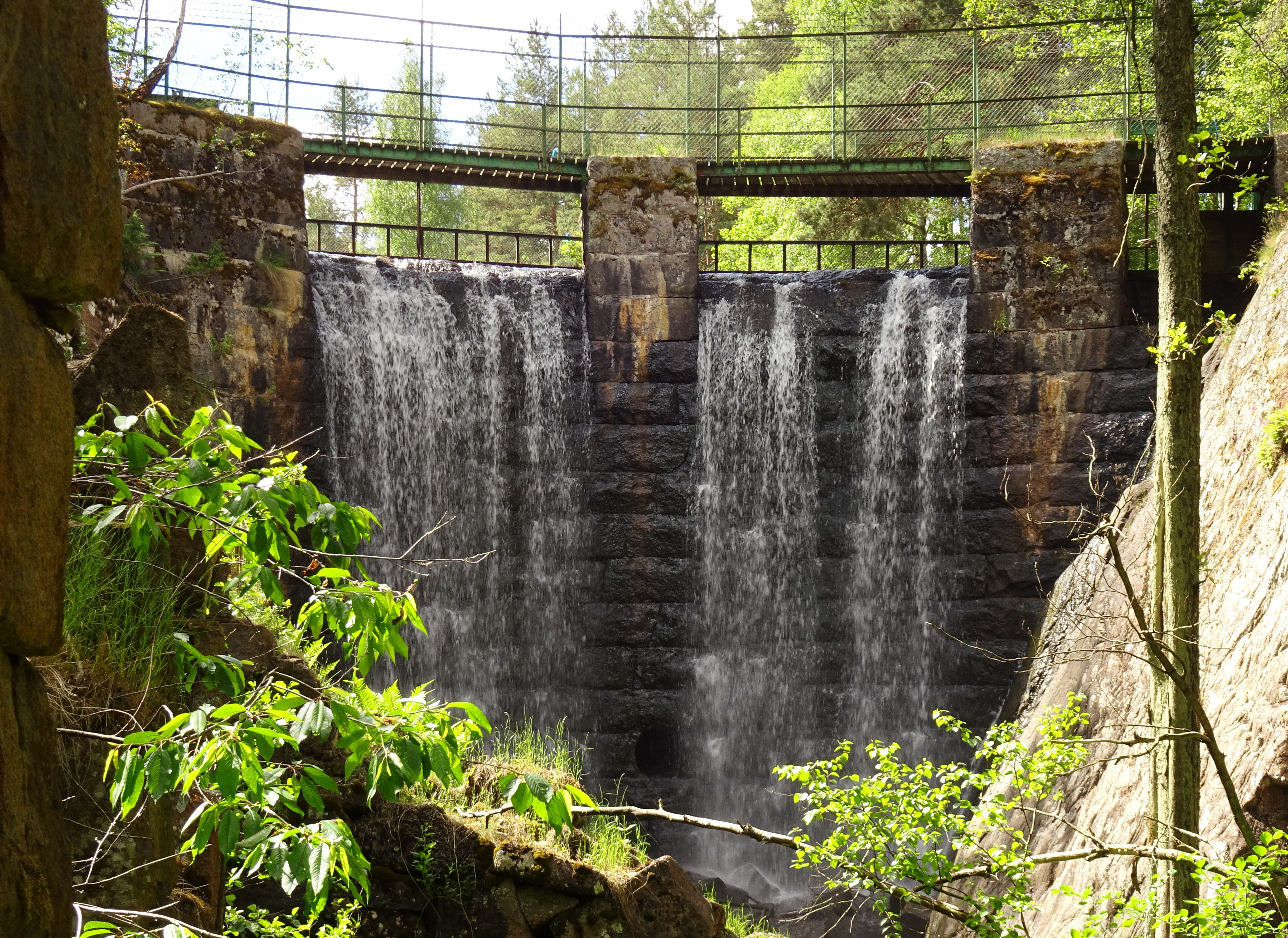
Dammen
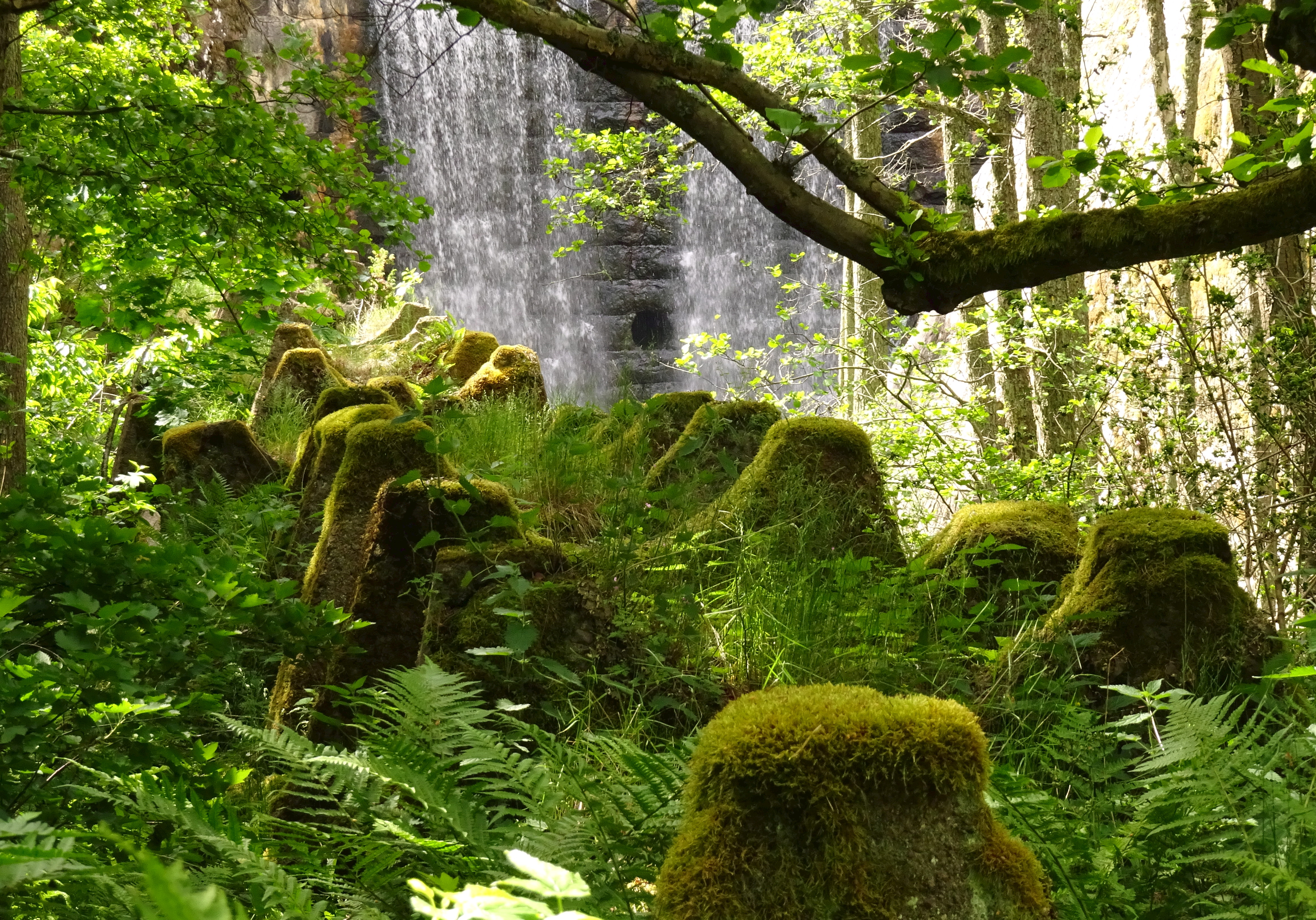
Vattentubens fundament
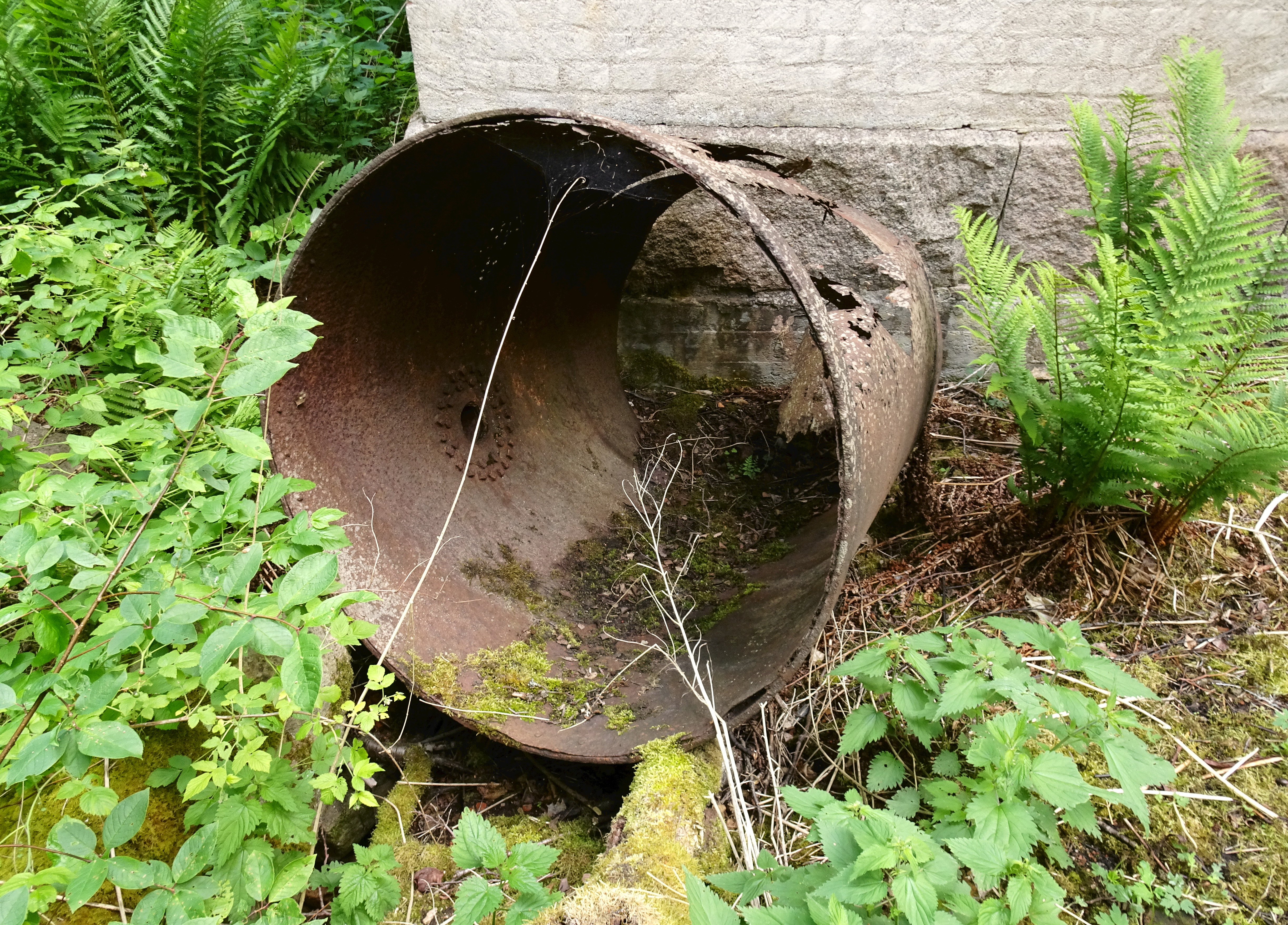
Del av vattentuben i stål